# Операция «Длинная рука»
Операция «Длинная рука» (ивр. מבצע יד ארוכה‎) — военная операция Армии обороны Израиля, воздушная бомбардировка ВВС Израиля нефтебаз, электростанций и других военных объектов хуситов в портовом городе Ходейда в Йемене, которая была проведена 20 июля 2024 года во второй половине дня. Нападение было проведено в ответ на многочисленные атаки хуситов на Израиль, через день после того, как в Тель-Авиве взорвался беспилотник, запущенный из Йемена. Атака была осуществлена строем истребителей и самолётов-разведчиков в сопровождении самолета-заправщика.
Воздушный удар стал первой атакой Израиля в Йемене, находящемся на расстоянии 1800 километров от границ Израиля.

## Предыстория
Движение хуситов (официальное название «Ансар Аллах») — шиитская исламистская боевая группировка, действующая на северо-западе Йемена при полном сотрудничестве и в качестве эмиссара Ирана в Йемене. Группировка считается террористической организацией в США, Объединенных Арабских Эмиратах и других странах. Группа призвала к уничтожению Израиля и Соединённых Штатов, а её лозунг: «Аллах величайший, смерть Америке, смерть Израилю. Проклятие евреям, победа исламу». Движение выступает против официального правительства Йемена и с 2014 года контролирует большую территорию вдоль Красного моря.
С начала «Войны железных мечей», разразившейся после нападения ХАМАС на Израиль 7 октября, хуситы начали оказывать помощь ХАМАСу и запускать ракеты и беспилотники по Израилю. Кроме того, хуситы атаковали международные корабли в Красном море, что было определено как международные преступления и даже привели к военной реакции против них со стороны ряда стран. В январе 2024 года Совет Безопасности ООН принял резолюцию 2722, осуждающую нападения хуситов. Операция «Страж процветания» под руководством США начала защиту судоходства в Красном море. С 12 января США и Великобритания нанесли авиаудары и ракетные удары по хуситам, в то время как другие страны самостоятельно патрулировали воды, прилегающие к Йемену, атакуя суда хуситов в Красном море.
19 июля 2024 года дрон-смертник «Smad-3», запущенный хуситами из Йемена, врезался в жилой дом на улице Шалом-Алейхем, угол улицы Бен-Иегуда в Тель-Авиве. В результате нападения один человек погиб и 10 человек получили ранения. Это первый случай, когда иранскому дрону, запущенному хуситами удалось проникнуть в Израиль и унести человеческие жизни.
В заявлении для средств массовой информации и общественности представитель Армии обороны Израиля сообщил, что за последние несколько месяцев до нападения хуситы совершили около 200 различных воздушных атак по территории Государства Израиль при финансировании и руководстве Ирана. Эти атаки, а также атака БПЛА на Тель-Авив стали поводом для проведения ответной операции.

## Атака
Воздушная атака была осуществлена истребителями F-35I «Адир» и вместе с ними самолётами F-15 или F-16 во второй волне. Истребители сопровождал самолет-заправщик Boeing 707 «Ram». Кроме того, в операции приняли участие самолёты-разведчики типа «Нахшон» из 122-й эскадрильи . Самолёты начали вылетать из Израиля начиная с 15:00, по пути были замечены над Эйлатом и продолжили полет на малой высоте. Самолёты прибыли в пункт назначения в районе 18:00 по израильскому времени. В 20:30 последний из самолётов, участвовавших в атаке, приземлился в Израиле.
По словам официальных лиц хуситов, израильская атака нанесла удар по нефтяным объектам в порту контролируемого хуситами города Ходейда. На фотографиях и видео, опубликованных в социальных сетях, видно, как пламя и дым окутали город.
Армия обороны Израиля заявила, что атаковала военные объекты хуситов в районе порта, которые используются для доставки и хранения оружия: «В районе порта мы атаковали террористическую инфраструктуру двойного назначения, включая энергетическую инфраструктуру».

## Последующие события
с 20 июля 2024 года израильская авиация неоднократно наносила удары по объектам хуситов в Йемене. В том числе 26 декабря был атакован столичный аэропорт и разрушена диспетчерская вышка.